# Justiciers des mers
Justiciers des mers (Whale Wars) est une émission de télévision de type téléréalité et documentaire américaine. En 2007, Paul Watson a convaincu la chaîne américaine Discovery Channel de produire une série documentaire sur la campagne de la Sea Shepherd Conservation Society contre la pêche baleinière japonaise dans le sanctuaire baleinier de l'océan Austral (l'un des deux secteurs mondiaux interdits à la pêche baleinière commerciale par les conventions internationales), au large de l'Antarctique. Les Japonais prétextent que les animaux tués le sont à des fins de recherche légales, tandis que les Sea Shepherd, Greenpeace et d'autres organisations affirment qu'il s'agit d'une pêche commerciale déguisée, cette soi-disant « recherche » n'ayant selon eux donné lieu à presque aucune publication scientifique.

## Concept
L'émission suit Paul Watson, fondateur de la Sea Shepherd Conservation Society, et son équipage, qui tentent d'empêcher la chasse à la baleine au large de l'Antarctique.
La série, diffusée pour la première fois aux États-Unis le 7 novembre 2008 (en 2009 en France), suit le déroulement des événements sur les navires de la Sea Shepherd Conservation Society (le Steve Irwin seul pour la première saison) dont l'équipage tente de dissuader la pêche à la baleine de Minke et au rorqual commun dans l'Océan Austral.

## Émissions
| Saison | Saison | Épisodes | Début | Fin  |
| ------ | ------ | -------- | ----- | ---- |
|        | 01     | 7        | 2008  | 2009 |
|        | 02     | 11       | 2009  | 2010 |
|        | 03     | 14       | 2010  | 2011 |
|        | 04     | 10       | 2011  | 2012 |
|        | 05     | 8        | 2012  | 2013 |
|        | 06     | 1        | 2013  | 2013 |
|        | 07     | 3        | 2015  | 2015 |

## Épisodes

### Saison 01 (2008)
Composée de sept épisodes, elle suit les actions entreprises pour la plupart entre novembre 2007 et février 2008. 
Cette première saison a été le programme le plus regardé d'Animal Planet aux États-Unis (plus d'un million de spectateurs pour le dernier épisode).[réf. nécessaire] Elle a également connu le plus fort taux d'écoute de l'histoire de la chaîne pour les adultes de la tranche 25-54 ans.[réf. nécessaire]
En France, elle a été diffusée sur Discovery Channel à partir du 2 juillet 2009 et est disponible sur la section Discovery Channel de l'Itunes Store.
Episodes:
1. Ennemi en vue ! (Needle in a Haystack)
2. Hostilité à bord (Nothing's Ideal)
3. Libération sous tension (International Incidents R Us)
4. L'espion des mers (We Are Hooligans)
5. Rien ne va plus (Doors Slamming and Things Breaking)
6. Femmes pirates ! (Ladies First)
7. L'ultime assaut (Boiling Point)

### Saison 02 (2009)
Le premier épisode de la seconde saison a été diffusé aux États-Unis sur Animal Planet le 5 juin 2009. La saison a été enregistrée entre décembre 2008 et février 2009. Elle fut diffusée en France sur Discovery Channel à partir du 7 juillet 2010.
Episodes:
1. Retour en Antarctique (The Sound of Ice)
2. Pris au piège (The Flexibility of Steel)
3. Cas de conscience (As Bad as Our Bark)
4. Pris pour cible (Yum Yum, Eat Crow)
5. Au-delà du danger (The Unintimidatables)
6. Chaos total (With a Hook)
7. La raison avant tout ? (The Desire to Fling Things)
8. Plan d'attaque (Bait and Switch)
9. Périlleux retour (The Crazy Ivan)
10. La mort en face (The Stuff of Nightmares)
11. Collision extrême (Overlooking a Forlorn Shore)

### Saison 03 (2010)
Dans une interview sur le blog officiel de Discovery Channel U.S., Paul Watson a confirmé que la campagne 2009-10 des Sea Shepherd montrait entre autres de nouveaux navires ainsi que de nouvelles tactiques de lancers de projectiles.
Au début de cette campagne, Marjorie Kaplan, PDG d'Animal Planet, déclarait dans un communiqué de presse « Les problèmes posés par la pêche baleinière ayant cours dans l'Océan Austral sont importants et complexes. La majesté de ces magnifiques êtres que sont les baleines, ainsi que les extrémités auxquelles sont prêts les Sea Shepherds afin d'empêcher leur pêche, a fait de Justiciers des Mers un programme tout à la fois intense et vital. » Elle a également précisé que le Japon a décliné les demandes de filmer sur leurs navires (répondant ainsi indirectement aux critiques affirmant le docu-réalité partial parce qu'il ne montre que les anti-baleiniers).
Episodes:
1. Pris au piège (Surrounded By Spies)
2. Au cœur du danger (Crossing Danger)
3. En pleine tempête (From Hell's Heart)
4. Attaque sournoise (Stealth Attack)
5. Arrêt d'urgence (The Thrill of the Chase)
6. Naufrage en haute mer (Sliced in Two)
7. L'heure de la vengeance (Revenge is Mine)
8. Mauvaise passe (Ready to Snap)
9. Encerclés (A Bloody Trail)
10. Une équipe solide (Zero Hour)
11. Guerre ouverte (Fire in the Sky)
12. Vendetta (Vendetta)
13. Jusqu'à la mort (To the Ends of the Earth)
14. Un pirate derrière les barreaux (From Pirate to Prisoner)

### Saison 04 (2011)
La saison 4 suit la campagne baptisée Operation No Compromise, qui s'est déroulé de début décembre 2010 à février 2011, date à laquelle les baleiniers japonais ont abandonné la campagne. Cette saison a été diffusée sur Animal Planet aux États-Unis en juin 2011. Un nouveau multicoque fait son apparition dans la flotte de Sea Shepherd : le Brigitte Bardot (précédemment nommé MV Gojira, signifiant Godzilla) - qui remplace l'Ady Gil, coulé l'année précédente. L'hélicoptère Sikorsky 300, un monomoteur à pistons piloté par Chris Aultman lors des campagnes précédentes, est remplacé par un MD 500.
Episodes:
1. Trio de guerre (Battle Cry)
2. Pas d'issue / Fin prématurée (No Escape)
3. Un fantôme dans la machine / Dans la ligne de mire (Ghosts in the Machine)
4. En planque (The Devil's Icebox)
5. Sur la piste de l'ennemi / Stop au stock (Tracking the Enemy)
6. Course au sauvetage / Cruel dilemme (Race to Save Lives)
7. L'ennemi à portée de la main (Enemy in Their Grasp)
8. Postes de combat (Battle Stations)
9. L'ennemi géant (The Giant Enemy)
10. Le coup de grâce (Delivering the Final Blow)

### Saison 05 (2012)
Episodes:
1. Tant qu'il y a de la vie, il y a de l'espoir (Setting the Trap)
2. Jeux de hasard (Games of Chance)
3. Mort dans l'eau (Dead in the Water)
4. Dans le ventre de la bête / Évacuation in extremis (Into the Belly of the Beast)
5. Franchir la ligne / À l'attaque ! (Crossing the Line)
6. Justiciers des mers / Quand les médias s'en mêlent (Never Say Die)
7. Contre-attaque (Counterstrike)
8. Cible repérée (Target Acquired)

### Saison 06 (2013)
Cette saison est constituée d'un unique épisode spécial de 84 minutes paru le 13 décembre 2013 et intitulé A Commander Rises (un commandant se lève).

### Saison 07 (2015)
Episodes:
1. L'antre du diable (The Devil's Den)
2. Combattre à mort (Fight To The Death)
3. L'heure la plus sombre (The Darkest Hour)

## Critique
Les Sea Shepherd ont été tout à la fois critiqués et loués pour leurs tactiques de sabotage qui incluent principalement le jet de bombes puantes composées d'acide butyrique ou encore le jet d'entraves d'hélices qui ont pour but d’empêcher la progression de la flotte japonaise[réf. souhaitée].